# Rosport
Rosport (lussemburghese: Rouspert) è un comune soppresso del Lussemburgo orientale, attualmente frazione del comune di Rosport-Mompach.
Nel 2018 l'allora comuna si fuse con quello di Mompach per dare vita alla nuova unità amministrativa.
Altre località che facevano capo al comune sono Dickweiler, Girst, Osweiler e Steinheim.